# Lysandra salacia
Lysandra salacia är en fjärilsart som beskrevs av Johann Andreas Benignus Bergsträsser 1779. Lysandra salacia ingår i släktet Lysandra och familjen juvelvingar. Inga underarter finns listade i Catalogue of Life.